# Orobó (ort)
Orobó är en ort i Brasilien.   Den ligger i kommunen Orobó och delstaten Pernambuco, i den östra delen av landet, 1 600 km nordost om huvudstaden Brasília. Orobó ligger 392 meter över havet och antalet invånare är 5 884.
Terrängen runt Orobó är kuperad norrut, men söderut är den platt. Närmaste större samhälle är Surubim, 19,4 km sydväst om Orobó.
Omgivningarna runt Orobó är en mosaik av jordbruksmark och naturlig växtlighet. Runt Orobó är det ganska tätbefolkat, med 192 invånare per kvadratkilometer.